# Leopoldo Berdella de la Espriella
Leopoldo Berdella de la Espriella (Cereté, 2 de abril de 1951-Cali, 18 de agosto de 1988) fue un escritor y periodista colombiano. Miembro fundador del grupo literario El Túnel, de la ciudad de Montería. Autor de cuentos, poemas y ensayos, es más conocido por su producción en el género de la literatura infantil, particularmente por el relato Juan Sábalo, con el que ganó el primer premio en el concurso nacional Enka de Literatura Infantil, en 1983.
Inició su carrera de periodismo en la agencia de noticias Tay de Montería, y posteriormente en el periódico El Pueblo, de Cali. Publicó cuentos en suplementos de periódicos nacionales y regionales, y en diferentes revistas culturales del país. Fue profesor visitante en las universidades de Medellín, de Antioquia, del Quindío, y en la Surcolombiana de Neiva, y catedrático en la Universidad Libre de Cali, donde dirigió el taller literario en compañía del escritor Harold Kremer. Ocupó la dirección del Instituto Departamental de Bellas Artes de Cali, en 1988.

## Obra publicada
- A golpes de esperanza (cuentos, 1981)
- Juan Sábalo (relato, 1983)
- Bolívar, Hombre y Guerrero (ensayo, 1983)
- Travesuras de tío conejo (relatos de tradición oral, 1986)
- Kokú-yó, mensajero del sol (relato, 1988)

## Obra inédita
- Fin de mes (novela, 1985)
- De los asombros (poemas, 1988)
- Nueva York de mis amores (novela, 1988)

## Muerte
Berdella De la Espriella murió asesinado en extrañas circunstancias de un tiro en la cabeza durante una celebración de amigos en Cali en 1988.
En la celebración de esa noche, celebraban la beca que había sido otorgada para escribir lo que sería una novela sobre la situación de los colombianos que lograban llegar a Estados Unidos tomando el llamado “hueco” como vía de acceso de carácter ilegal, en esa celebración estaba un guarda espaldas de un senador como arriba lo precisan pero no dicen quién era el Sanador.
Es otorgamiento de la beca, a Leopoldo le costó la vida , es un procedimiento que repite escenario en otros lugares del país con otras personas a quienes se les otorga beca de investigación y terminan asesinados en circunstancias que parecen obedecer a otra índole diferente al asesinato por impedimento a que el becado tome poder sobre la beca otorgada.